# Raionul Andrușivka, Jîtomîr
Andrușivka (în ucraineană Андрушівський район, transliterat: Andrușivskîi raion) este un raion în regiunea Jîtomîr, Ucraina. Reședința sa este orașul Andrușivka.

## Demografie
Componența lingvistică a raionului Andrușivka
     Ucraineană (97,66%)
     Rusă (2,03%)
     Alte limbi (0,2%)
Conform recensământului din 2001, majoritatea populației raionului Andrușivka era vorbitoare de ucraineană (97,66%), existând în minoritate și vorbitori de rusă (2,03%).